# Hafen Warna

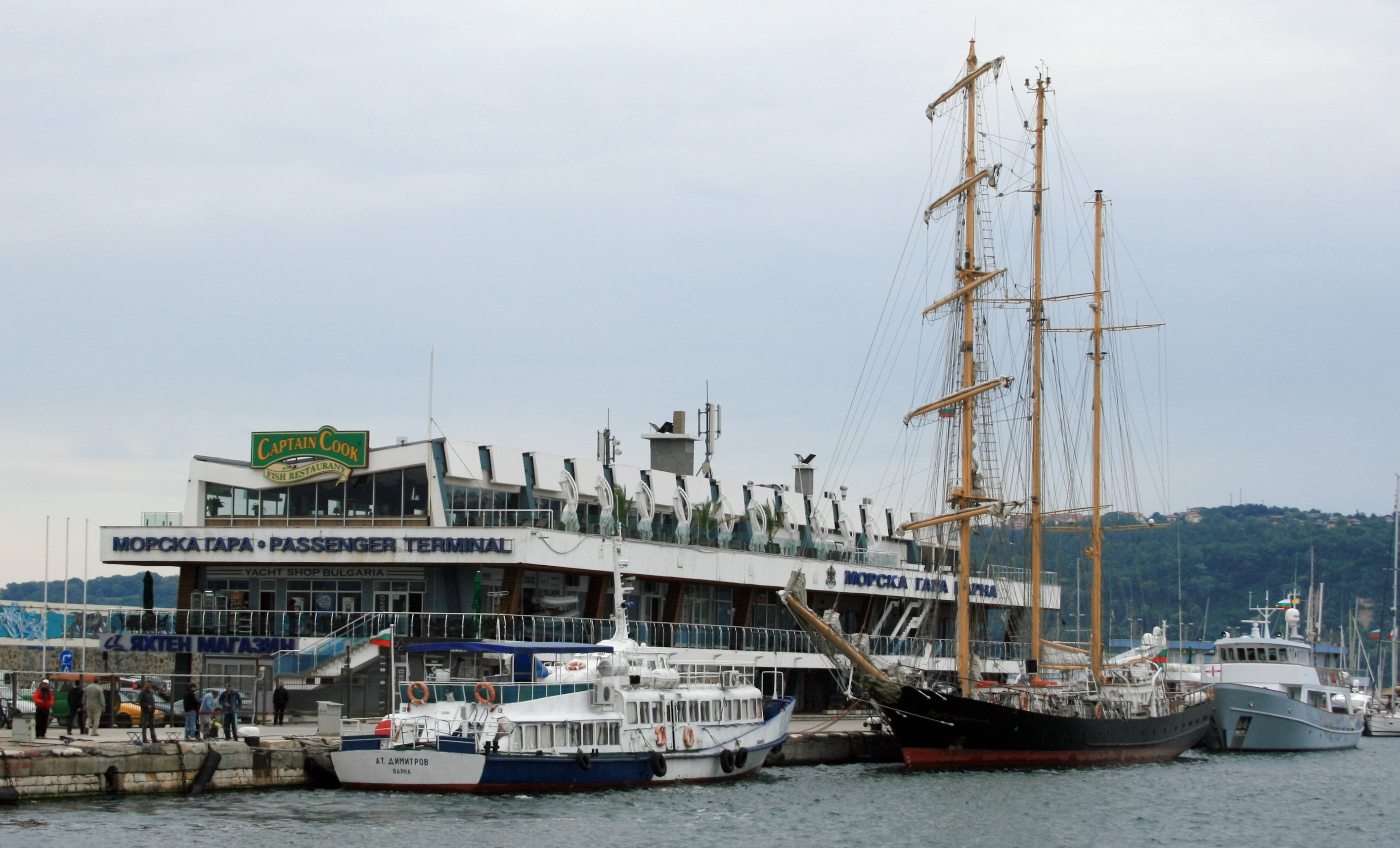
Personenterminal im Hafen von Warna (2010)

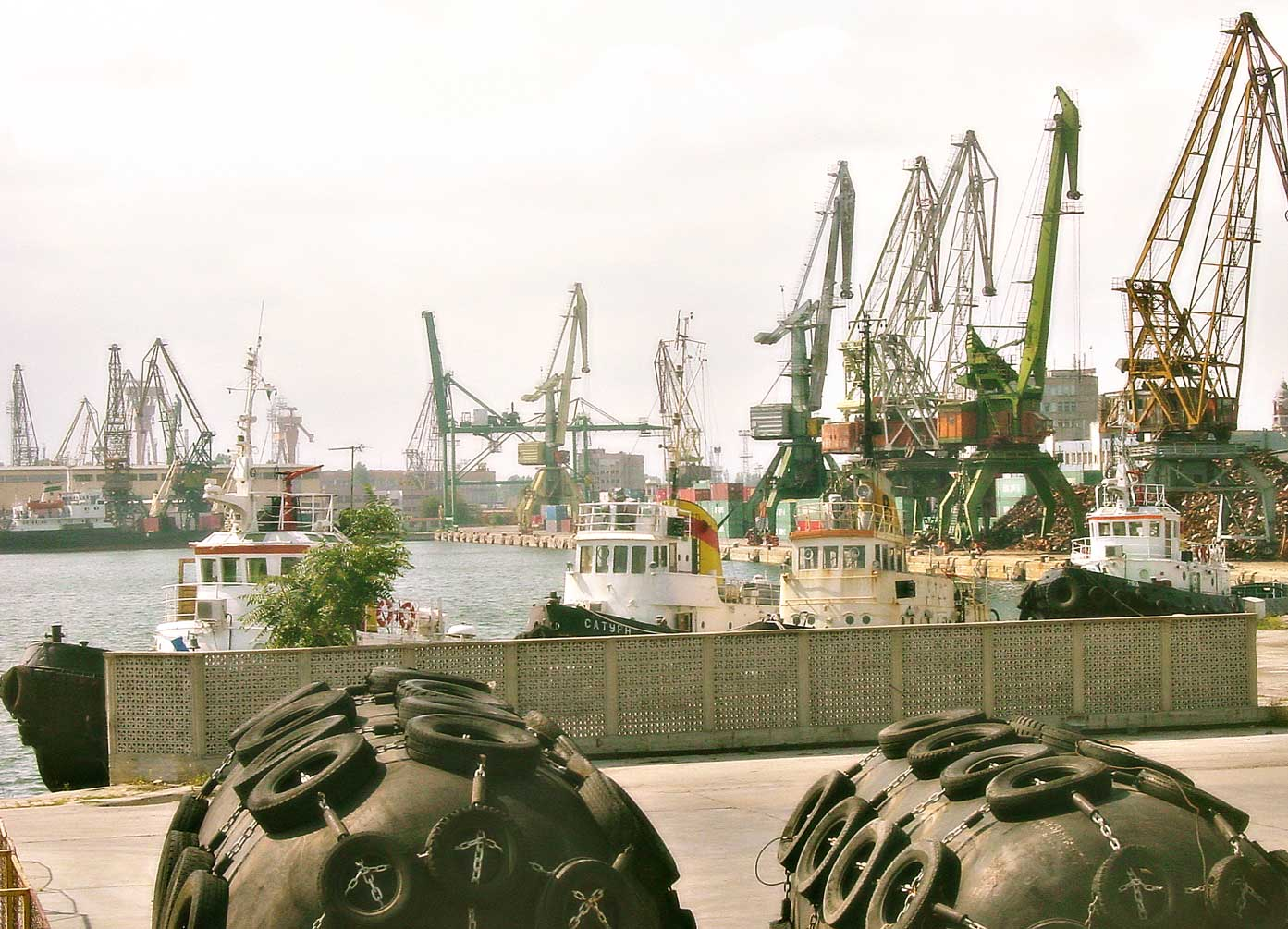
Hafen Warna (2007)

Der Hafen Warna (bulgarisch пристанище Варна pristanischte Warna, englisch Port of Varna) ist der zweitgrößte Seehafen Bulgariens. Er befindet sich im Gebiet der Schwarzmeerstadt Warna, der drittgrößten Stadt des Landes und hat mehrere Standorte. Bereits seit der Antike genutzt, wurde der heutige Hafen bis 1906 errichtet und 1974 erheblich erweitert.
Der Hafenkomplex besteht heute aus den Teilen Warna Istok, Warna Zapad sowie Dewnja.

## Geographie
Warna befindet sich an der früheren Mündung des Prowadija-Flusses in das Schwarze Meer. In der Niederung zwischen den Hügeln der Schichtstufenlandschaft (Franga-Plateau im Norden) befinden sich der
Beloslaw-See und der Prowadijska- oder Warna-See. Ursprünglich waren diese Seen Süßwasserseen entlang des Flusses.
Zwischen 1906 und 1909 wurde im Bereich des östlichen Hafens der sog. „Alte Kanal“ (nördlich gelegener Kanal) geschaffen, um eine schiffbare Verbindung mit dem Warna-See herzustellen.
1976 wurde südlich des alten Kanals die tiefere Schifffahrtsrinne („Kanal Nr. 1“, „Großer Kanal“) gemeinsam mit der Asparuhovo-Brücke im Süden Warnas eröffnet. Damit konnten der Lesport (Holzhafen) im Norden des Warna-Sees bei Topoli und das Wärmekraftwerk Warna bei Ezerovo sowie die beiden Marinebasen („Morjak“ und „Tschaika“) am Südufer besser erreicht werden. Zwischen Lesport und dem Kraftwerk befindet sich auch eine Reparaturwerft.
Mittels einer weiteren Fahrrinne („Kanal Nr. 2“), welche den Prowadija-Fluss zwischen Beloslaw und Straschimirowo vertieft und die Seen von Warna und von Beloslaw verbindet, konnte der Hafen beim Chemie-Industriekomplex Dewnja (Sodi, Agrochem) am nordwestlichen Ufer des Beloslaw-Sees und das Eisenbahnfährterminal von Rasdelna in Betrieb genommen werden.
Von hier aus betreibt die Reederei UkrFerry Fährverbindungen in die Ukraine und nach Georgien.

## Geschichte
| Anzahl der Segelschiffe        | 4487    | 1286    | 460     |
| Ladefähigkeit der Segelschiffe | 250.693 | 112.503 | 92.675  |
| Anzahl der Dampfschiffe        | 63      | 239     | 157     |
| Ladefähigkeit der Dampfschiffe | 27.401  | 108.427 | 66.319  |
| Gesamtzahl der Schiffe         | 4550    | 1507    | 617     |
| Ladefähigkeit aller Schiffe    | 278.094 | 220.930 | 158.993 |

Bis zu Beginn des 20. Jahrhunderts mussten die Schiffe 100 m vor der Küste Warnas ankern und die Waren wurden auf große Boote umgeladen und angelandet, da das Wasser nur drei bis vier Meter tief war. Bei starkem Wind mussten die Schiffe sogar in einer anderen Bucht Zuflucht suchen.

### Hafen Ost
1888, 10 Jahre nach der Unabhängigkeit vom Osmanischen Reich, beschloss die bulgarische Regierung dann den Bau und Ausbau der Seehäfen in Burgas und Warna. Mit dem Hafenbau von Warna wurde nach einer Ausschreibung eine namenlose Aktiengesellschaft beauftragt, die von Iwan Groseb (bulg. Иван Грозеб) und Jiří Prošek geleitet wurde. Der Bau des Schwarzmeerhafens von Warna war der Höhepunkt der Bautätigkeit der Brüder Prošek (neben Jiri war auch sein Bruder Bogdan Prošek in Bulgarien tätig). Mit der Planung des neuen Hafens wurde der Direktor des Hafens von Marseille, der französische Ingenieur Adolphe Guérard betraut, der in Europa als erfahrener Spezialist auf diesem Gebiet bekannt war.
Der Hafen wurde am 18. Mai 1906 feierlich im Beisein des bulgarischen Fürsten Ferdinand I. eröffnet, drei Jahre nach dem Hafen Burgas. Da die Brüder Prošek 1905 im Abstand von einem Monat gestorben waren, gab es erhebliche Probleme bei der Fertigstellung der Arbeiten.
Der Hafen bestand aus Kaimauern mit einer Gesamtlänge von 731 Metern, Lagerhallen, Hebevorrichtungen, Verwaltungsgebäuden und zwei Wellenbrechern von 1220 m Länge mit einer 200 m breiten Durchfahrt dazwischen. Das Hafenbecken war 8 bis 10 m tief und umfasste eine Fläche von 21 ha. Der Hafen bekam einen Eisenbahnanschluss, gleichzeitig wurde die Bahnstrecke Warna–Sofia gebaut und damit ein nationales Transportsystem für Nordbulgarien geschaffen.
Über die Bahnlinie Warna–Ruse konnte die Ware an die Donau und zum weiteren Transport nach Mitteleuropa gebracht werden.

### Erweiterung
1974 nahm der Industriegüterhafen Warna-West seinen Betrieb auf, jedoch benötigte man noch bis 1976, ehe die beiden Schifffahrtskanäle die Zufahrt für Seeschiffe bis dorthin zuließen. 1976 wurde das Unternehmen Hafenkomplex Warna (bulg. Пристанищен комплекс Варна) gegründet, das die Häfen von Warna (Ost und West), von Dewnja (ca. 35 km westlich von Warna), von Lesport (ca. 15 km westlich) sowie von Baltschik (ca. 50 km nördlich von Warna) und von Kawarna (ca. 60 km nördlich) mit einschloss. Dadurch wurde der größte Hafen des Landes geschaffen. Bis in die 1980er Jahre wurde durch das Unternehmen etwa die Hälfte des seeseitigen Güterumschlages Bulgariens abgewickelt. Getreide, Molkereierzeugnisse und Vieh gehören noch heute zu den wichtigsten Exporterzeugnissen. In den 1990er Jahren folgte jedoch eine Umstrukturierung und die Abtrennung der Hafenareale in Kawarna und Lesport in eigenständige Unternehmen. Seit 2006 operiert der Hafen Baltschik ebenfalls selbständig.

### Unternehmen heute
Das Unternehmen besteht heute aus den Häfen Warna Istok (Варна Изток, „Warna Ost“), Warna Zapad (Варна Запад, „Warna West“) und Dewnja. Somit liegt das Unternehmen Hafen Warna in der Umschlagsstatistik erneut hinter dem Hafen von Burgas an zweiter Stelle.